# Cymbiola imperialis
Cymbiola imperialis là một loài ốc biển, là động vật thân mềm chân bụng sống ở biển trong họ Volutidae, họ ốc dừa.

## Miêu tả
Vỏ của Cymbiola imperialis có thể có kích thước 70–250 milimét (2,8–9,8 in). Vỏ lớn và bóng dài và hình thoi cân nặng khác nhau. Các màu cơ bản của vỏ là màu trắng.